# QZ Весов
QZ Весов (лат. QZ Librae) — карликовая новая, двойная катаклизмическая переменная звезда типа SU Большой Медведицы (UGSU) в созвездии Весов на расстоянии приблизительно 611 световых лет (около 187 парсеков) от Солнца. Видимая звёздная величина звезды — от +18m до +11,2m.

## Характеристики
Первый компонент — аккрецирующий белый карлик спектрального класса pec(UG).